# Tekočefluoridni torijev reaktor
Tekočefluoridni torijev reaktor LFTR (angleško Liquid fluoride thorium reactor - LFTR) je tip termičnega tekočesolnega oplodnega reaktorja, ki uporablja za gorivo torij (U-233). Tekoča sol služi kot hladivo, v njej je raztopljeno tudi jedrsko gorivo.  LFTR lahko doseže visoke temperature pri atmosferskem tlaku, kar pomeni večjo varnost. Visoke temperature tudi omogočajo visok termični izkoristek.
LFTR lahko za generiranje električne energije uporabljajo parno turbino (Rankinov cikel) ali plinsko turbino (Braytonov cikel).
LFTR reaktorji se razlikujejo od konvencionalnih v veliko parametrih: uporablja za gorivo torij (namesto urana), delujejo pri nizkih tlakih in viskoih temperaturah, menjajajo gorivo med delovanjem, ni možnosti zlitja jedra in uporabljajo tekočo sol.
Zaloge torija po svetu so okrog štirikrat večje kot urana.